# Ruadhelm
Ruadhelm (* 8. oder 9. Jahrhundert; † um 857) war von 838 bis 842 Abt des Klosters Reichenau.

## Leben und Wirken
Über Ruadhelm, der im Jahre 838 die Leitung der Abtei Reichenau übernahm, ist nur wenig bekannt. Gleichwohl ist sein Abbatiat ausreichend belegt. Er war Mönch des Inselklosters, bevor er nach dem Rücktritt Erlebalds von den Konventsmitgliedern, unter Berufung auf das Recht der freien Abtswahl, zu dessen Nachfolger gewählt wurde. Mit dieser Wahl kam die Mönchsgemeinschaft dem Wunsch Ludwigs des Frommen zuvor, der zur gleichen Zeit Walahfrid Strabo als Abt einsetzte. 
Walahfrid konnte sich jedoch zunächst nicht gegen Ruadhelm durchsetzen, denn obwohl auch er aus dem Konvent des Klosters Reichenau stammte, widersetzten sich seine Mitbrüder der Entscheidung des Kaisers. Dennoch lassen die Klosterannalen Walahfrids Abtswürde bereits 838 beginnen, während im Abtskatalog sowie in der Chronik Hermanns des Lahmen ab 838 Ruadhelm als Abt verzeichnet ist. Dieser Widerspruch muss auch vor dem Hintergrund der karolingischen Bruderkriege gesehen werden. Nach dem Tod Ludwigs des Frommen war es zwischen seinen Söhnen zu einem Streit um die Reichsaufteilung gekommen. Walahfrid, der sich auf die Seite Lothars I. schlug, sah sich gezwungen das Kloster Reichenau, das im Machtbereich Ludwigs des Deutschen lag, zu verlassen. Ruadhelm dagegen war ein Anhänger Ludwigs des Deutschen und leitete die Abtei, bis sich Walahfrid mit Ludwig versöhnt hatte, 842 auf die Reichenau zurückkehrte und sich nun gegen den amtierenden Abt durchsetzen konnte.
Wie bereits sein Vorgänger Erlebald engagierte sich auch Ruadhelm um den Ausbau der Klosterbibliothek, erwarb zahlreiche Bücher und betätigte sich auch selbst als Schreiber.
Wann Ruadhelm verstarb, ist nicht überliefert; es ist jedoch belegt, dass er nach seinem Abbatiat noch mindestens zwölf Jahre Mönch im Kloster Reichenau war. Dem Verbrüderungsbuch der Abtei Reichenau zufolge fällt sein Todestag auf den 8. Oktober. Er muss spätestens 857 gestorben sein.